# تيمو ستافيتسكي
تيمو ستافيتسكي (بالفنلندية: Timo Stavitski)‏ (17 يوليو 1999 بكيركونومي في فنلندا - ) هو لاعب كرة قدم فنلندي في مركز الهجوم. لعب مع نادي روفانييمن بالوسورا ونادي كاين وKlubi 04 ‏.

## وصلات خارجية
- تيمو ستافيتسكي على موقع الاتحاد الأوربي (الإنجليزية)
- تيمو ستافيتسكي على موقع قاعدة بيانات كرة القدم.إي يو (الإنجليزية)
- تيمو ستافيتسكي على موقع ليكيب (الفرنسية)
- تيمو ستافيتسكي على موقع Soccerway.com (الإنجليزية)
- تيمو ستافيتسكي على موقع عالم كرة القدم.نت (الإنجليزية)